# ルクベ自然保護区
ルクベ自然保護区（ルクベしぜんほごく）とは、マダガスカルが設定している自然保護区のうちの1つである。

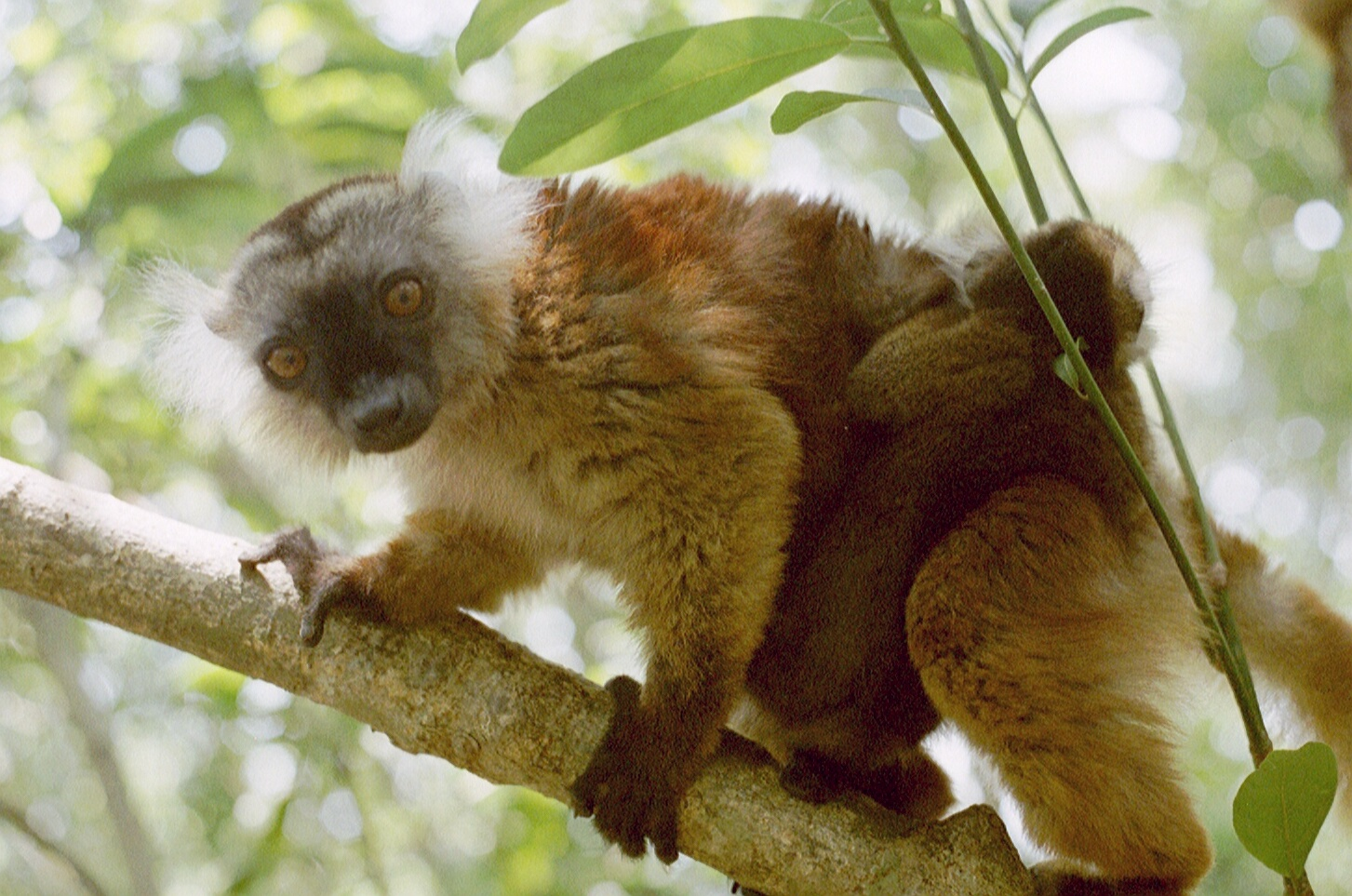
2001年11月にルクベ自然保護区で撮影された、危急種、かつ、マダガスカル北端部のみに分布するクロキツネザルのメス。

赤く塗られた場所がクロキツネザルの分布域。ベ島内では南東部の一部、ちょうどルクベ自然保護区の辺りにしか分布していないのが見て取れる。

ルクベ自然保護区が設定されているのは、マダガスカル島北端部のすぐ西のインド洋上に存在するベ島の南東端部である。ルクベ自然保護区はマダガスカルのアンツィラナナ州に属しており、保護区内にはベ島における最高峰のルクベ山も存在する。

## 基礎データ
- 面積 - 7.4 km2
- 年間降水量 - 2250 mm
- 年間平均気温 - 26 ℃